# 新潟県道454号中尾水込線
新潟県道454号中尾水込線（にいがたけんどう454ごう なかおみずこみせん）は、新潟県の糸魚川市内を通る一般県道である。

## 概要
糸魚川市の東部の能生地域の二級河川木浦（このうら）川沿いの各集落を結ぶ。
大半の区間は、木浦川の右岸に沿っている。起点のある糸魚川市木浦の中尾地区から同市木浦の新戸の間は木浦川の左岸を通っている。当県道は永らく、終点の木浦橋東詰交差点で国道8号と接続し、起点のある中尾地区までとその周辺の集落をつなぐのみであったが、西頸城地区広域農道（西頸城広域農道）が能生地区と接続し、当県道を経由して他地区へも至ることができるようになった。
かつての北陸本線の廃線跡を再整備して造られた新潟県道542号上越糸魚川自転車道線（久比岐自転車歩行者道）とは、木浦地区公民館前で立体交差し、当県道が同自転車道線の水込橋をくぐり、同自転車道線北側で当県道と接続している。

### 路線データ
- 起点：新潟県糸魚川市大字木浦字中尾18600-1
- 終点：新潟県糸魚川市大字木浦字水込717-1（＝木浦橋東詰交差点、国道8号交点）

## 路線状況
全区間舗装されている。
規格改良に関しては、全区間のうち約50.3%にあたる1.529km＝1529mが改良済みである。また、全区間のうち約62.1%にあたる1.8865km（＝1886.5m）は幅員が5.5m未満である。歩道は1.339km（＝1339m）設置されている。

## 地理

### 通過する自治体
- 新潟県
糸魚川市

### 交差する道路
- 新潟県道542号上越糸魚川自転車道線（久比岐自転車歩行者道）（糸魚川市木浦）
- 国道8号（糸魚川市木浦・木浦橋東詰交差点：終点）

### バス路線
- 糸魚川バス（中尾 - 木浦公民館前 - 木浦橋東詰交差点）

### 沿線
- 長者温泉（中尾長者温泉）
- 木浦川
- 北陸新幹線 新木浦トンネル、高峰トンネル
- 糸魚川市立木浦小学校
- 北陸自動車道 大平寺トンネル
- えちごトキめき鉄道 浦本トンネル、木浦トンネル